# Ruta 8 (Paraguay)
La Ruta PY08 «Doctor Blas Garay» es una carretera paraguaya que une las ciudades de Bella Vista Norte y Coronel Bogado. Su extensión es de unos 588 kilómetros. Es la ruta nacional que más departamentos atraviesa, siete en total.
La importancia de esta ruta, es sobre todo, la comunicación de la zona sur, importante por su comercio, con la zona norte, ambas de la Región Oriental. Esa comunicación se da por el empalme de esta ruta con la Ruta PY03 en San Estanislao y la Ruta PY02 en Coronel Oviedo. Su importancia también radica en el turismo y la ecoaventura, dada la gran cantidad de zonas protegidas y parques nacionales que se encuentran en los ramales provenientes de esta carretera.
Anteriormente la ruta se extendía solo entre Coronel Oviedo y Caazapá o hasta inclusive la ciudad San Estanislao, en el conocido "Cruce 6000", y luego continuaba como Ruta 3 "General Elizardo Aquino". Por Resolución N° 1090/19 del Ministerio de Obras Públicas y Comunicaciones, su extensión ahora es hasta la ciudad de Yby Yau (empalme con la Ruta PY05) y luego continúa desde el Cruce Bella Vista hasta la ciudad de Bella Vista frontera con Brasil.

## Cabinas de peaje
- Peaje Tacuara - en  San Estanislao
- Peaje Río Verde - en Santa Rosa del Aguaray

## Ciudades
Las ciudades y distritos importantes por los que atraviesa la ruta, de sur a norte son:
| Kilómetro | Localidad               | Departamento | Empalme |
| --------- | ----------------------- | ------------ | ------- |
| 0         | Coronel Bogado          | Itapúa       | PY01    |
| 29        | General Artigas         | Itapúa       |         |
| 39        | San Pedro del Paraná    | Itapúa       |         |
| 53        | José Leandro Oviedo     | Itapúa       |         |
| 69        | Yuty                    | Caazapá      |         |
| 140       | Caazapá                 | Caazapá      |         |
| 169       | Ñumí                    | Guairá       | PY18    |
| 194       | Villarrica              | Guairá       | PY10    |
| 201       | Mbocayaty               | Guairá       | PY10    |
| 208       | Yataity del Guairá      | Guairá       |         |
| 247       | Coronel Oviedo          | Caaguazú     | PY02    |
| 265       | Carayaó                 | Caaguazú     | PY21    |
| 283       | Simón Bolívar           | Caaguazú     | PY21    |
| 292       | Santa Rosa del Mbutuy   | Caaguazú     |         |
| 307       | Yataity del Norte       | San Pedro    |         |
| 327       | San Estanislao          | San Pedro    | PY03    |
| 344       | Guayaybí                | San Pedro    |         |
| 386       | General Isidoro Resquín | San Pedro    |         |
| 417       | Lima                    | San Pedro    |         |
| 425       | Santa Rosa del Aguaray  | San Pedro    | PY11    |
| 507       | Yby Yaú                 | Concepción   | PY05    |
| 588       | Bella Vista Norte       | Amambay      |         |

| Paraguay | Rutas Nacionales de Paraguay (recategorización por el M.O.P.C desde 2019) |  |
| --- | ------------------------------------------------------------------------- |  |
| PY01 - PY02 - PY03 - PY04 - PY05 - PY06 - PY07 - PY08 - PY09 - PY10 - PY11 PY12 - PY13 - PY14 - PY15 - PY16 - PY17 - PY18 - PY19 - PY20 - PY21 - PY22 |                                                                           |  |